# 伊洛夫利亞河

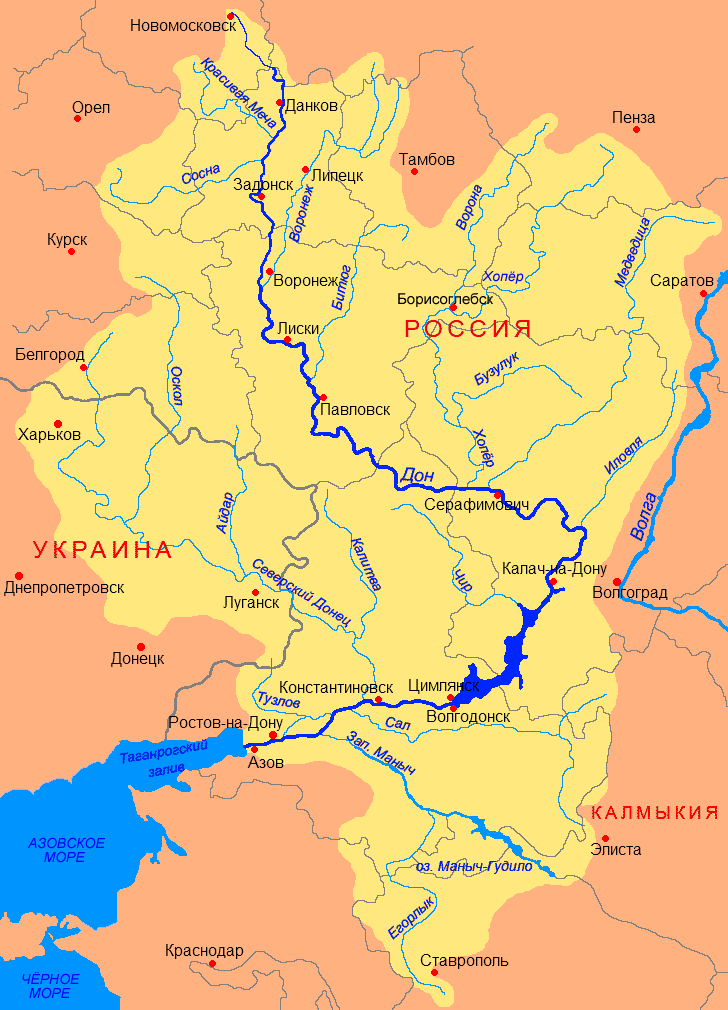
伊洛夫利亞河的位置（深藍）

伊洛夫利亞河（俄语：Иловля река）是俄羅斯的河流，位於薩拉托夫州和伏爾加格勒州，屬於頓河的左支流，河道全長358公里，流域面積9,250平方公里，平均流量每秒9.6立方米，在每年12月開始結冰，直至翌年3月，河畔城鎮有彼得羅夫瓦爾。